# Bitwa pod Rorke’s Drift
Bitwa koło stacji Rorke’s Drift – starcie zbrojne w dniu 22 stycznia 1879 roku pomiędzy 139 Brytyjczykami a 4000 Zulusów.
Rorke’s Drift była brytyjską stacją misyjną w Natalu (Południowa Afryka).

## Przed bitwą
W roku 1843 obszar Natalu został formalnie zaanektowany przez Wielką Brytanię. Dla Brytyjczyków olbrzymim zagrożeniem tych posiadłości stało się potężne zmilitaryzowane państwo Zulusów. W styczniu 1879 r. angielskie grupy kolonialne wtargnęły z Natalu do kraju Zulusów, gdzie panował król Cetshwayo. W bitwie pod Isandhlwaną stoczonej dnia 22 stycznia 1879 r. Brytyjczycy ponieśli olbrzymią klęskę tracąc w masakrze 1300 ludzi.
Część oddziałów zuluskich, które nie ruszyły do bitwy pod Isandlhwana, składające się z żonatych, doświadczonych wojowników pod wodzą  induna Zibhebhu kaMaphitha miały obejść miejsce toczącej się bitwy i odciąć Brytyjczykom drogę do małej stacji misyjnej  Rorke’s Drift. Były to pułki uThulwana, uDlobo, iNdlondlo i iNdluyengw. Doszły do rzeczki Manzimnyama po drodze rozbijając pojedyncze grupki uciekinierów z bitwy. W czasie jednej z takich potyczek Zibhebhy kaMaphitha został ranny i dowodzenie przejął młodszy brat króla Cetshwayo, Dabulamanzi kaMpande, wódz agresywny, żądny sławy i nieostrożny, jak też niedoświadczony w dowodzeniu. Postanowił sforsować rzekę Buffalo, splądrować przygraniczne tereny i zająć stację Rorke’s Drift, z małym garnizonem i dużymi zapasami, co było złamaniem rozkazu króla, który zabronił ataku na terytorium brytyjskiego Natalu.
Dowódcą sił brytyjskich w stacji Rorke’s Drift był mjr Henry Spalding, który jednak przed atakiem wyjechał do miejscowości Helpmekaar, aby wyjaśnić sprawę opóźnienia przybycia posiłków, o które wnioskował. Przed odjazdem wyznaczył na dowódcę por. saperów Johna Rouse Merriot Charda.

## Bitwa
Tego samego dnia (22 stycznia) pod Rorke’s Drift podeszły pierwsze oddziały Zulusów z pułku iNdluyengwe liczące ok. 600 ludzi. Ich atak został jednak dość łatwo odparty. Ok. godz. 15:00 przybyły pozostałe siły Zulusów i stacja została ponownie zaatakowana, tym razem przez grupę 4000 wojowników zuluskich z okrzykiem wojennym „Usuthu!” na ustach. Wtedy któryś z brytyjskich żołnierzy miał krzyknąć „Nadchodzą! Czarni jak smoła i gęści jak trawa”. Nieliczni Zulusi uzbrojeni byli w broń palną, nie posiadali jednak odpowiedniego przeszkolenia strzeleckiego. Większość jednak posiadała tarcze bojowe (isihlangu) oraz długie włócznie bojowe (isijula). Barwa tarczy znaczyła przynależność do danego regimentu.
Stacja misyjna obsadzona była siłami 139 żołnierzy (częściowo chorymi lub członkami korpusu inżynieryjnego). Brytyjczykami dowodzili porucznicy Chard i Bromhead. Po trwającej 10 godzin walce Zulusi stracili 550 wojowników, po czym się wycofali. Straty brytyjskie wyniosły 17 zabitych i 15 rannych.

### Krzyże Wiktorii
Za udział w bitwie jedenastu żołnierzy nagrodzono Krzyżami Wiktorii, najwyższym odznaczeniem w Wielkiej Brytanii przyznawanym za odwagę w obliczu wroga. Jest to największa w historii tego odznaczenia liczba krzyży nadanych jednego dnia żołnierzom biorącym udział w walkach. Jedną z przyczyn nadania tak wielu odznaczeń było też to, że tuż po klęsce pod Isandhlwaną Brytyjczycy nie poddali się panice i zapomnieli o przegranej walce. Dla porównania: w bitwie powietrznej o Wielką Brytanię lub podczas D-Day nadano zaledwie po jednym krzyżu Wiktorii.
Ostatnim krzyżem uhonorowano Jamesa Daltona, który co prawda nie otrzymał go tuż po bitwie, ale dopiero po gwałtownych protestach rok później. Według relacji uczestników bitwy ten oficer kwatermistrz przyczynił się w znacznym stopniu do usprawnienia obrony tych pozycji, których nie byli w stanie utrzymać dowodzący Chard i Bromhead.

### Uhonorowani żołnierze
- Porucznik Gonville Bromhead
- Porucznik John Rouse Merriott Chard
- Lekarz sztabowy James Henry Reynolds
- Kapral William Wilson Allen
- Kapral Friedrich Schiess
- Szeregowy Frederick Hitch
- Szeregowy Alfred Henry Hook
- Szeregowy Robert Jones
- Szeregowy William Jones
- Szeregowy John Williams
- zaopatrzeniowiec James Langley Dalton

Królowa Wiktoria po bitwie rzekła znamienne słowa „The Defence of Rorke’s Drift is immortal”, w tłumaczeniu na polski „Obrona Rorke’s Drift jest nieśmiertelna”.
Wydarzenia bitwy zostały w roku 1964 sfilmowane w filmie Zulu z Michaelem Caine’em w roli głównej.
O bitwie traktuje również utwór „Rorke’s Drift” z albumu The Last Stand, szwedzkiego zespołu Sabaton.